# レケスウィント
レケスウィント（Recceswinth, またはReccesuinth, Recceswint, Reccaswinth, Recdeswinth, 、スペイン語, ガリシア語・ポルトガル語:Recesvinto , ラテン語:Reccesvinthus、610年頃? - 672年9月1日）は、西ゴート王。レケスヴィント、レセスウィントとの表記もされる。649年から672年までトレド王、セプティマニアおよびガリシア王でもあった。649年より父キンダスウィントとの共同統治王となり、653年より単独統治を開始した。共同統治を含む在位23年は約170年前のアラリック2世の在位期間（484年 - 507年。23年間）と並んで歴代の西ゴート王の中で、約220年前のアラリック2世の祖父テオドリック1世の33年間に次ぐ期間である。但し、単独統治としては19年間である為、この場合はアラリック2世の在位期間が2番目に長い期間となる。

## 治世
レケスウィントの治世初期、父王時代の弾圧で国を追われバスク人の元へ逃亡していた西ゴート貴族、フロイの反乱が起こった。フロイとバスク人たちはエブロ川谷を荒らしまわり、教会を略奪し、聖職者を殺害した。さらにはサラゴサの町を包囲した。レケスウィントは反撃し、サラゴサの包囲を破り、フロイを殺害した。
彼は父王とは違う考えを持ち、キンダスウィントの行った苛烈な抑圧によって生じた問題を解決しようとした。レケスウィントは教会とはさらなる調和を望み、ユダヤ人には厳しく接し、貴族たちへの制限の緩和を行った。654年以降、レケスウィントはアラリック法典（en）に替わる法典の公布という責任を負った。彼は属人法を廃して（これまで、ゴート人にはエウリック法典が、ヒスパノ＝ローマ人にはアラリック法典が適用されていた）、王国内にいるゴート人とヒスパノ＝ローマ人双方が守るべき慣習法を定めた。これが西ゴート法典（en）である。
また、レケスウィントは全国民の犠牲で王の宝庫を倍増させようとする試みを防いだ。653年に行われた第8回トレド教会会議では、レケスウィントの指導と権威のもとでこう述べられた。
| 「 | 王は、両親や親戚から相続した遺産と、それ以外のものを区別する必要がある。自らの地位で得たものを区別する必要がある。これらの財産は後継者たる次期王のみが相続すべきものであり、王の子孫全てが相続するものではない。 | 」 |

一方で、この第8回トレド教会会議では、歴代の王たちが非合法に獲得した財産の多くを適切であるとしたが、『これらの財産は王国に帰属すべきで、王個人のものではないのではないか。』とする司教の疑問を無視した。これらの事柄が大きな議論を巻き起こし、権力を持たず多くのことができなかった司教は、教会会議の議事に不満を表明した。
レケスウィントは高位判事の一人でもあり、法の施行を委託されていた。この教会会議以降、王政は法制によって行われ、どんな法令の発行も法にのっとって決議された。
672年、レケスウィントはバリャドリッド近郊のゲルティコス（Gérticos）で没した。以後この町は、レケスウィントの後継者であるワムバの名をとり、ゲルティコス・ワムバと呼ばれるようになった。

## 対ユダヤ人政策
キンダスウィント時代に緩められた反ユダヤ人政策は、レケスウィントの時代に再び強められた。彼はユダヤ人を含む全ての異端者たちに、王国から立ち去るよう宣告した。また、ユダヤ人はキリスト教徒として洗礼を受けさせてはならず、過ぎ越しの祭りを祝ったり安息日を守ってはならないと命令した。ユダヤ人たちは断食が守れず、キリスト教徒への不利な証言もできなかった。これら禁令を破れば、火あぶりか石打ちの刑を科せられた。
この抜本的な法律が果たしたのは、王国の臣民の凋落を等しく生み出したことだった。ユダヤ教の信仰を保った者、またはユダヤ教に再改宗した者を手助けした者は全て破門し、その財産の1/4を没収したのである。
レケスウィントの政策は一般的に、スペイン内のユダヤ人を全員国外へ排除しようとした初の体系的な試みだとみなされている。

## 美術への貢献

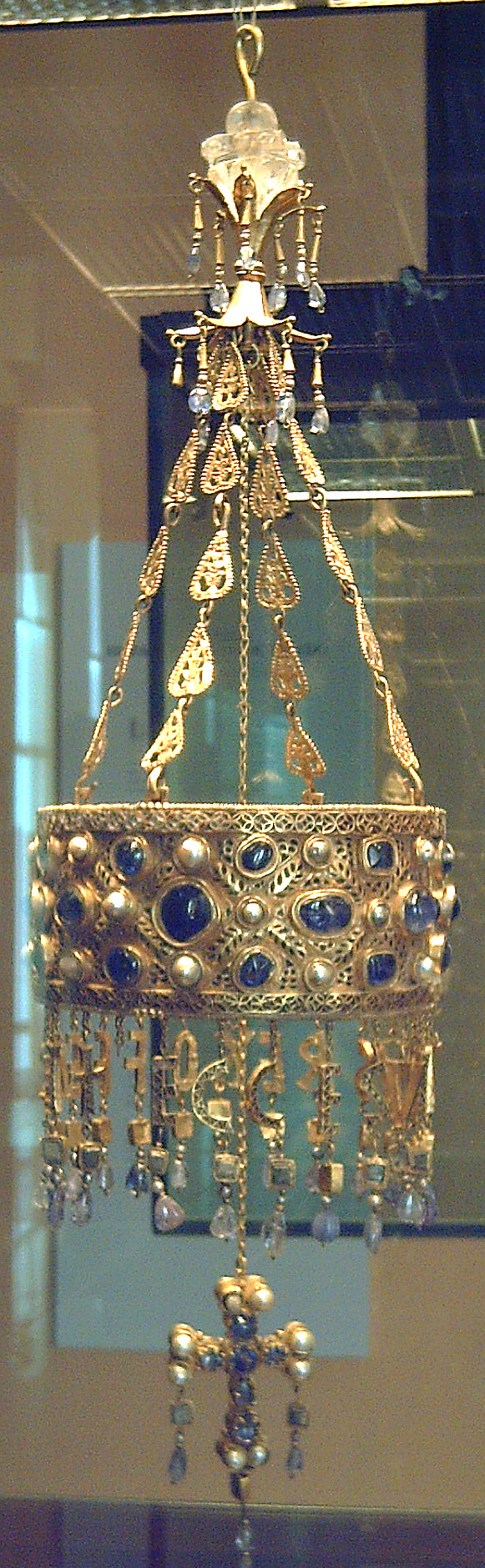
レケスウィントの王冠。スペイン国立考古学博物館所蔵

レケスウィントは、レオン山地の北斜面にある領土全てを、コンプルドの修道院へ寄進した。661年、彼は洗礼者ヨハネ（San Juan）へ捧げる教会の建設を命じた。これが現在のサン・フアン教会（es、パレンシア県）である。伝説によると、バスク人の反乱を平定後レケスウィントは、洗礼者ヨハネの庇護のもとにあり医学的な効果の他奇跡が起こると評判のバニョ・デ・セラート(es)（セラートの温泉）を訪れ、温泉に入り腎臓疾患を癒した。王は回復し、感謝を表すため教会建設を命じたという。
レケスウィントの宝冠を含む西ゴート王の宝物(en)は、1858年から1861年にかけてグアラサール（トレド県）で発見された。金鎖でローマ字が吊るされ、レケスウィント（(R)ECCESVINTUVS REX OFFERET）の文字をかたどっている。

## 親族
父はキンダスウィント。父の妻リキベルガは継母であったと考えられている。弟にテオデフレード（645年/653年 - 702年）とファビラ（ファフィラ）がいるが、テオデフレードの母はリキベルガである。テオデフレードはエギカ王の即位に伴い、王位争いの怖れからコルドバに流され、その地でレキロナという女性と結婚。後に西ゴート王となるロデリック（688年/690年頃生誕）の父となった。テオデフレードはウィティザ王に殺害されたと記録されている。ファビラは後にアストゥリアス王国を建国、その初代国王となり、722年のコバドンガの戦いでウマイヤ朝を打ち破って、レコンキスタの口火を切ったペラーヨの父と言われている。ファビラはエギカ王の重臣でその息子ウィティザ王に幽閉、殺害されたと伝わる。
キンダスウィントの兄弟姉妹（詳細不明、575年頃生誕）の娘でレケスウィントの従姉妹にあたるゴダ（610年頃生誕）は東ローマ帝国からの亡命者アルデバルト（611年生誕。アルタバストス、アルタバスドゥス、アルダバスト、アルダバストゥス、アルダバスドゥス、アルタバストゥスとも）と結婚。息子エルウィグを儲けた。エルウィグは後に野心を起こして陰謀を企て、キンダスウィントが退位する原因を作ったり、遂にはワムバ王に勝利し、680年から7年間王位にあった。エルウィグはスウィンティラ王の娘でレカレド1世の孫娘リウヴィゴートを妻とし、その娘キクシロ（655年/663年/665年頃生誕）がエギカ王と結婚。キクシロとエギカ王の息子がウィティザ王、オッパス、シセブトである。ウィティザにはアギラ2世、オルムンド、アルデバルト、ロムロという子供がおり、アギラ2世はロデリックと対立している。アギラ2世の娘にサラ・ラ・ゴーダがおり、サラは後ウマイヤ朝のアブド・アッラフマーン1世とダマスカスで出会い、アッバース朝のウマイヤ王族の残党狩りから逃れていたアブド・アッラフマーンを手助けしたりし、逆にアブド・アッラフマーンから再婚相手候補を探されたりなど、懇意にしていたという。サラの末裔に10世紀の年代記作者イブン・アルクーティーヤ（「ゴート娘の子」を意味する）がいる。
レケスウィント自身には直系の子が無かったと言われているが、異説として、弟とされるテオデフレードが実子で、テオデフレードの子ロデリック、もう一人の弟とされるファビラ（ファフィラ）の二人が孫（つまり、ファビラもテオデフレードの子でロデリックの兄弟）、ファビラの子ペラーヨは曾孫という系図も現在に伝わっている。この異説ではキンダスウィントの実子はレケスウィントのみとなる（この場合、キンダスウィントから見れば、テオデフレードは孫、ロデリックとファビラは曾孫、ペラーヨは玄孫にあたる）。

## 参照
1. ↑  定説では異母弟。西ゴート王ロデリックの実父とされる人物。
2. ↑  It is spelled Recceswinth in the Encyclopædia Britannica, vol. 7, p.328: "Liber Judiciorum". Chicago, 1989.
3. ↑  アルデバルトの出自については研究者の間で様々な議論があり、決着していない。『アルフォンソ3世年代記』にはキンダスウィントの時代にアルデバルトが東ローマ帝国から追放され、海を渡ってスペインに到着し、キンダスウィントから自身の姪を妻として贈り、壮大に受け入れられ、夫妻の間に息子エルウィグが生まれたこと、そのエルウィグが陰謀でキンダスウィントに毒を飲ませて、修道院に引退させて王位から引きずり下ろし、ワムバ王にもほぼ同じ手段で王座から退位させ、自分が即位したことが記されている。キンダスウィントがアルデバルトに自身の姪を妻として与え、王族の一員としたことと自身の側近としたことからアルデバルトが東ローマ帝国内で重要な人物であったことを示唆しているとの推測がある。後年、歴史家ルイス・デ・サラサール・イ・カストロ（1658年 - 1734年）によるとアルデバルトはレオヴィギルド王の長男で後にカトリックへの改宗が原因で非業の死を遂げたヘルメネギルドとその妃イングンドの孫で、東ローマ帝国に連れ去られ、マウリキウス帝が統治するコンスタンティノープルの宮廷で養育されたアタナギルドの息子、レオヴィギルドの曾孫にあたるという説が唱えられている。アタナギルドの正確な運命を知ることは困難であるが、8世紀の歴史家パウルス・ディアコヌス（720年頃 - 796年から799年の間の4月13日）はアタナギルドらしき人物がコンスタンティノープルに到着したことを示唆する記述を残している。881年（もしくは883年か884年）に作成され、その後リオハのアルベルダ修道院で976年頃に短い続編が書き加えられた『アルベルダ年代記』にはエルウィグの父がアタナギルド夫妻の息子であると記されている。別の史料ではアタナギルドは連れ去られた後、生き残って結婚して子供を儲けたが、結婚している間に死亡したとの主張がある。この仮説からアルデバルトの母について、2つの説が挙げられている。1つ目にアルデバルトの別名（アルデバスト、アルタバストス、アルダバスト、アルダバストゥス、アルタバストゥス、アルタバスドゥス）はアルメニア王国の有力貴族マミコニアン家によく見られる名前であり、アルメニアにルーツを持っていることが前提で唱えられている。実際マウリキウスの姉妹ゴルディアの娘がマミコニアン家のアルタバストス（アルタバストゥス、Artavazd）に嫁いでいる。その間にはバルダネスという息子がいると考える研究者もおり、更にバルダネスの姉妹にあたる娘（ゴルディアの孫娘）がおり、アタナギルドと結婚したという説である。更に東ローマ皇帝レオーン3世の娘アンナと結婚したのは上記のバルダネスの曾孫Artabastos（Artabazd）であるという推測がされていることもアルデバルトがマミコニアン家に縁を持つ者という仮説の傍証とされる。2つ目はマウリキウスの弟ペトルスの娘フラウィア・ユリアナがアタナギルドと結婚し、アルデバルトの母となったというものである。歴史家ルイスは西ゴート王族の家系図で「アタナギルド」、「フラウィア・ユリアナ・hija・del・ペドロ・アウグスト・皇帝マウリシオ」、そして息子の「パウロ」と”Ardavasto “、後者がキンダスウィントの姪と結婚したことに触れている。しかし、異論としてアルデバルトの父とされるアタナギルドは590年に10歳前後で亡くなり、アタナギルドやマウリキウス一族（ユスティニアヌス王朝）との血縁関係を除外して、アルメニアやマミコニアン家にルーツを持つだけの人物であると考える研究者もいる。いずれにせよ確かなことは西ゴート王族の血筋である可能性を持つという出自がどうであれ、アルデバルトはキンダスウィントの側近となったものの、西ゴートの宮廷では外国人であると周囲から認識されていたようで、キンダスウィントがアルデバルトを重用したことはゴート人の激しい怒りを買ったといわれている。
4. ↑  H.シュライバーは著作『ゴート人 ー ゲルマン民族の大移動の原点』の中で、エルウィグがゴート人ではなく、ビザンチン生まれであるとしている。